# Stephanothrips corticinus
Stephanothrips corticinus är en insektsart som beskrevs av Watts 1935. Stephanothrips corticinus ingår i släktet Stephanothrips och familjen rörtripsar. Inga underarter finns listade i Catalogue of Life.